# Nastanak zdravstvenih ustanova na Vračaru
Nastanak zdravstvenih ustanova na Vračaru započet je u 19. veku, na osnovu idaje da se na izabranom prostoru širokih vračarskih livada, zajedno sa razvijanjem koncepcija urbanističkog plana novog srpskog Beograda. A taj Beograd je u buudućnosti trebalo da bude prepoznatljiv po mreži pravih ulica bulevarskih širina (kakve će se, tek posle nekoliko decenija prosecati u svetskim metropolama Parizu i Beču), sa krupnim, kvadratnim stambenim blokovima, ispunjenim prostranim domaćim vrtovima, stambenim ali i državnim ustanovama, uključujući i zdravstven sadržaje poput onih po kojima bi se Beograd našao u porodici evropskih, planski osnovanih gradova s početka 20 veka.

## Zdravstvene i druge prilike u Beogradu s kraja 19. veka
U vreme vladavine kneza Aleksandra I Karađorđevića i Ustavobranitelja četrdesetih i pedesetih godina 19. veka dolazi do značajnih političkih promena, društvenih reformi i ekonomskog napretka.  Finansijsko jačanje države omogučilo je napredak na polju obrazovanja, nauke i kulture, kao i sprovođenje modernizacije zdravstvene službe. Njeno unapređenje je posebno bilo neophodno u prestonici, jer je zabeležen veliki priliv stanovništva, tako da je u odnosu na 12.963 žitelja 1838. godine, već 1846. zabeleženo 14.386 žitelja.  Značajno je da je donet niz uredbi kako bi se prevazišlo izuzetno loše stanje i česte pojave epidemija zaraznih bolesti. 
Takođe su i novi propisi za bolničku i apotekarsku službu donekle poboljšali zdravstvenu situaciju, kao i uvećanje broja privatnih lekara, koji su dolazili iz Austrijske carevine, kao što je bio Slovak dr Karlo Beloni.   Ali i promene u drugim oblastima, posebno u državnoj građevinskoj sluzbi, bile su izuzetno važne zbog dolaska brojnih obrazovanih inženjera, Srba iz Vojvodine, Nemaca, Čeha, Slovaka, Italijana i drugih, koji su značajno doprineli ubrzanom razvoju i modernizaciji Kneževine Srbije u mnogim oblastima pa i u zdravstvu.

## Uslovi koji su uticali na izbor Vračara
Sve je počelo u drugoj polovini 19. veka kada su donji delovi Vračara još bili močvarni. Tada se pojavio Frensis Makenzi, službenik engleske ambasade koji je otkupio zemljište na potezu oko današnjeg trga Slavije do hrama, Čubure i Krunske ulice. Zemlju je isušio, isparcelisao i prodao, za izgradnju budućih građevina. Ipak, i pored izvesnog napretka izgrađen je na ovom prostoru mali broj novih državnih zgrada, jer je grad Beograd još bio u potrazi za svojim sopstvenim likom i identitetom, koji je trebalo da raskine sa orijentalnom prošlošću, i okrene se evropskim uzorima i prilagodi ih levantskom mentalitetu svojih žitelja, uključujući i humanističku ideju o osnivanju bolnica. Sve to trebalo započeti u nekom delu Beograda.
Izbor je pao na Vračar ne slučajno, jer je on pružao; sunce, obilje dnevne svetlosti i uticaja zelenila i čistog vazduha na ozdravljenje, posebno bolesnih od plućnih bolesti i rekonvalescenata, što je na osnovu iskustvenih dokaza bilo poznato i sve više respektovano u evropskim medicinskim krugovima toga vremena. Iako se u gradnji zdravstvenih objekata, zahtevi za ovim kvalitetima nisu još uvek nametani kao regule, već samo kao sugestije i preporuke za poboljšanje same funkcije lečenja, ondašnje beogradske urbaniste i zdravstvene radnici imali su viziju da su Vračarske livade idelano mesto za pozicionjiranje zdravstva.
Sagledavanje procesa izgradnje prvih bolničkih zgrada u Beogradu u drugoj polovini 19. veka nakon obnavljanja srpske države govore o velikim teškoćama, ali i stalnim naporima da se zdravstvena služba uspostavi i da se obezbedi kvalitetno lečenje vojnika i građana, odnosno da se na polju zdravstvene kulture dostignu standardi srednjoevropskih zemalja, posebno Austrijske carevine. Arhitektura bolničkih zgrada bila je prevashodno podređena funkcionalnom i utilitarnom karakteru zdanja, te su iz tih razloga, kao i zbog relativno lošeg fnansijskog stanja države, bolnice do početka 20. veka bile relativno skromnih razmera, prateći na veoma skroman način osnovne evropske stilske karakteristike perioda u kome su nastale.
Sačuvani planovi za dogradnju Vojne bolnice na Vračaru, verovatno iz sedamdesetih godina 19. veka, svedoče o naporima da se bolničke zgrade unaprede i da se njihova prostorna struktura zasnuje na modernim evropskim teorijskim pristupima i praksi u oblikovanju bolničkih zgrada. Usvajanje paviljonskog sistema, sa zgradama okruženim zelenilom, doprinelo je da se početkom 20. veka izgradnjom kompleksa Nove vojne bolnice na nekadašnjem Vojničkom polju ovaj deo grada predodredi za buduću Državnu bolnicu. Arhitektura i prostorna struktura celine, koja je pratila savremene trendove u organizaciji modernih zdravstvenih kompleksa u Evropi, predstavljala je značajan pomak u poboljšanju kvaliteta zdravstvenih ustanova ne samo u Beogradu, već i u celoj Srbiji. O dostignutom kvalitetu izgradnje i značajnom napretku koji je učunjen napolju zdravstvene arhitekture govori i činjenica da zgrade kompleksa Vojne bolnice i danas imaju istu namenu. 

## Prva bolnica na Vračaru iz 19. veka
Knez Aleksandar I Karađorđević, prvi je inicirao stvaranje budućeg bolničkog centra na Vračaru, kada je februara 1844. godine doneo odluku da se ustroji špital centralne vojske koji će imati 78 kreveta za bolesnike i sobu za ofcire, sa četiri kreveta.   Planovi za sva državna zdanja pa i ovo izrađivani su u Odeljenju građevina Popečiteljsva vnutrenih dela, čiji je upravnik od 1845. godine bio prvi arhitekta u državnoj službi, Čeh Jan Nevole, obrazovan u Pragu i Beču.   Međutim   zamisao je bila dosta neuspešna, zbog nedostatka izvora pijaće vode i drugih funkcionalnih nedostataka, koji nisu doprinela unapređenju vojne zdravstvene službe. 
Zgrada bolnice na Vračaru je podignuta između 1846 i 1849. godine kod Vračarskog trga,  a njen gabarit je ucrtan na Zarićevom planu iz 1878. godine, na velikom placu između današnjih ulica Svetozara Markovića, Njegoševe i Kralja Milutina, kod trougaonog Vračarskog trga (danas Cvetni trg). Još od vremena kneza Miloša, prostor između današnjih ulica Birčaninove, Kneza Miloša, Kralja Milana i Resavske bio je namenjen izgradnji vojnih zgrada, tako da su se na tom prostoru nalazile sve značajne vojne ustanove Kneževine. Pored Velike kasarne, naspram Vračarskog trga je bila Konjička kasarna (na prostoru današnjeg Parka Manjež), u blizini je bila Artiljerijska škola (između današnjih ulica Nemanjine, Kneza Miloša, Birčaninove i Resavske) i Tobdžijska kasarna (danas između ulica Kneza Miloša, Nemanjine, Sarajevske i Birčaninove). 
Koncentracija velikog broja vojnika na prostoru Vračara i Savamale, uticala je da se nova Vojna bolnica podigne u njihovoj neposrednoj blizini. Sama zgrada je bila projektovana kao slobodnostojeća, pomerena od ulice u unutrašnjost parcele i glavnim pročeljem orijentisana ka današnjoj Njegoševoj ulici. Sačuvana istorijska građa ukazuje da je bilo planirano da se zgrada stavi pod krov 1846. godine, a da se 1847. završe ostali radovi. Plan zgrade je predviđao 7 soba za bolesnike, za oko 120 kreveta, kao i izgradnju veoma skupog kanala do Bare Venecije na obali Save (danas prostor Železničke stanice), kako bi se odvela kanalizaciju iz prohoda (klozeta). Takođe, kako bi zgrada bila što čvršća trebalo je da se zidovi grade od mekog belog kamena sa Vračara i sa Tašmajdana. Izgradnja je koštala 27.000 dukata, a radove je izvodio bau-maister (majstor-zidar) Jovan Kriger.
Pošto se odužila svojoj nameni stara i zastarela zgrada Beogardske vojne bolnice (pored koje je prosečena Njegoševa ulica sve do Cvetnog trga) je napuštena 1904. godine a na njenom mestu je sazidana Treća beogradska gimnazija.

## Nove bolnice na Vračaru s početka 20. veka
Proglašenjam Kneževine u Kraljevinu Srbiju 1882. godine, a naročito početkom 20. veka, ostvaren je konstantan napredak u svim oblastima života, a posebno u građevinarstvu. Godine 1889. na predlog, prvo šefa hirurškog odeljenja dr Sondejmajera, a kasnije i svih upravnika bolnice, i obezbeđenjem kredita 1903. godine, vojna bolnica je na Zapadnom Vračaru dobila prosstrano zemljište na kome je izgrađen čitav niz planskih i savremenih objekta u koje se bolnica uselila 1. novembra 1909. godine. 

### Gradska bolnica na Zapadnom Vračaru
Zdravstvena služba Kraljevine Srbije je značajno modernizovana izgradnjom novih bolničkih zgrada za Opštu državnu bolnicu, koje se koncentrišu uglavnom na prostoru starog Vojničkog  polja kod Laudonovog šanca, na padinama zapadnog Vračara ka Mokroluškom potoku (danas Bulevar Franše d’ Eperea), gde su izgrađene: 
- Ženska bolnica, spratna zgrada za Ginekološko-akušersko odeljenje (1902)
- Pet prizemnih paviljona hirurškog odeljenja (1907)
- Zgrada za Prosekturu;
- Paviljon za Dečje zarazno odeljenje;
- Grudno odeljenje (1913) i dr.[10][11]

Time je ovaj prostor Vračara u budućnosti namenjen za izgradnju polifunkcionalnog centra, površine preko 20 hektara, sa zgradama različitih socijalnih, zdravstvenih i obrazovnih namena, te su na njemu nakon Prvog svetskog rata izgrađene i druge bolničke zgrade.

### Vojna bolnica na Zapadnom Vračaru
Uslovi za izgradnju novih zgrada za kvalitetnije lečenje i smeštaj vojnih bolesnika poboljšali su se tek nakon dobijanja kredita 1903. godine. Od ovog kredita izgrađena je Glavna vojna bolnica na Vračaru između 1905. i 1909. godine prema planovima arhitekte Ministarstva vojnog Danila Vladisavljevića, obrazovanog u Minhenu i Ahenu (danas su u sklopu Kliničkog centra Srbije).
U to vreme ona je bila najmodernija vojna bolnica na Balkanu sa 400 bolesničkih postelja i imala je hirurško, unutrašnje (za zarazne i za nervne bolesnike), očno i kožno-venerično odeljenje, laboratorijum i zubnu stanicu, a od opreme rendgen aparat. Njen prvi upravnik bio je tada sanitetski potpukovnik dr Roman Sondermajer.
Bolnica je zauzimala površinu od oko osam hektara (danas na uglu Pasterove i Resavske ulice) i predstavlja prvi moderni bolnički kompleks sa planskom kompozicijom, strukturiran po razvijenom paviljonskom sistemu koji je usvojen po ugledu na bolničke komplekse razvijane u evropskim državama.
 

Celinu bolnice činilo je dvanaest jednospratnih zgrada — paviljona okruženih zelenilom, koje su činile jedinstvenu prostornu kompoziciju.
Naglasak je bio na pet zgrada orijentisanih ka Resavskoj ulici, koje su formirale akademski uravnoteženu simetričnu aksijalnu kompoziciju. Glavni ulaz, sa upravnom zgradom, nalazio se sa druge strane, u osovini Studeničke ulice (danas ulica Svetozara Markovića), a sama zgrada, sa centralnom kulom sa satom, bila je značajni urbani reper ovog dela grada.
 Bolnički paviljoni imali su različite oblike i dimenzije gabarita — pored kompaktnih podužnih paviljona sa naglašenim centralnim ili bočnim rizalitima, izgrađeni su i složeniji razvijeni gabariti sa izbačenim centralnim ulaznim delovima i bočnim krilima — što je kompoziciji davalo složenost i monumentalnost. 
Smenjivanjem paviljona različitih oblika, međusobno postavljenih upravno i paralelno, formirana je slikovita prostorna kompozicija, zaokružena parkovski uređenim dvorištem, sa stazama i zelenilom. U oblikovanju spoljašnje arhitekture u neoromantičarskom maniru korišćeni su raznovrsni elementi tadašnje evropske arhitekture istorijskih stilova koji asociraju na srednjovekovne utvrđene zamkove, što je bio odraz želje autora da se u izgledu građevine iskaže njen vojni karakter. Iz tog razloga su na fasadama preovladavali elementi inspirisani srednjovekovnom fortifkacionom arhitekturom. Kao najreprezentativniji motiv kompozicije oblikovan je sam pristup kompleksu, sa trostrukom ulaznom kapijom koju flankiraju dve prizemne portirnice, ukrašene romaničkim elementima – plitkim ugaonim lezenama povezanim frizom slepih arkadica i zupčastom krovnom atikom sa kulicama, u vidu srednjovekovnog grudobrana. Posebno pitoreskno oblikovanje je imala upravno-administrativna zgrada, sa centralnim rizalitom u obliku visoke srednjovekovne kule utvrđenog zamka. Slikovitost arhitektonskih oblika naglašena je kroz modelovanje krovnog venca sa frizom slepih arkadica i zupčastom atikom sa ugaonim kulicama. Karakteristična je i upotreba segmentnih lukova na prozorskim otvorima i neogotičkih proflisanih okvira i nadprozornih venaca.
Za vreme Prvog svetskog rata Austrougarski okupator je od 1915. godine u srpskoj vojnoj bolnici na Vračaru smestio svoju pričuvnu bolnicu „Brčko”, „sa stožerni liječnikom dr. Böhm-om na čelu”. Pridodavanjem okolišnih školskih zgrada na Vračaru u ovoj pričuvnoj bolnici smeštajni kapaciteti su se uvećali na 2.258 kreveta.

## Ustanove zdravstva na Zapadnom Vračaru, danas
Klinički centar Srbije na ovom prostoru nastao je udruživanjem klinika i instituta Medicinskog fakulteta u Beogradu. Formirana je kao nova organizacija: Klinički centar Medicinskog fakulteta, prvog januara 1983. godine. U svom sastavu danas ima ukupno 41 organizacionu jedinicu: 23 klinike, devet centara, polikliniku i devet službi za uslužne delatnosti.

Planska dokumentacija i ideje o razvoju zdravih prostora Beograda tokom dvadesetog veka govore o tome da je svest o značaju prostora za dobrobit zdravlja ipak bila prisutna. pri izboru Vračara. Generalnim planom Beograda iz 1923. godine inicirana je gradnja stambenih objekata Profesorske kolonije po ugledu na vrtne gradove Ebenezera Hauarda.  Tada su uspostavljajene nove gradske parkovske zone, a nešto kasnije objekat Dečje klinike arhitekte i profesora Milana Zlokovića, 
koji je postavljen tako da insolacija i velika zelena površina, sa kojom čini jednu celinu, imaju svoju jasnu ulogu u funkciji lečenja i oporavka.
 Kasnije se, međutim, dobre karakteristike i veze unutrašnjeg i spoljašnjeg prostora ove bolnice sasvim gube zbog neadekvatnih intervencija na samom objektu i u njegovoj neposrednoj blizini.

Svi objekti ovog bolničkog kompleksa, uključujići i ,,park” koji ih okružuje i bez obzira na vreme kada da su građeni, uglavnom su nastajali vođeni funkcionalističkim principima. Prostor koji se nalazi u neposrednoj okolini predviđen je da bude korišćen kao zelena tampon zona oko zdravstvenih objekata, a ne kao terapeutska bašta ili gradski park u njihovoj funkciji. 
Posledica takvog pristupa je to da se prostor današnjeg Kliničkog Centra Srbije, iako se nalazi u vrlo atraktivnoj gradskoj zoni, do danas doživljava kao stigmatičan prostor koji se koristi isključivo namenski i u vezi sa zdravstvenom zaštitom.

Ulazi u objekte su uglavnom neadekvatni i loše obeleženi, nepristupačni, sa nizom ﬁzičkih i semantičkih prepreka i neadekvatno zaštićeni od klimatskih promena. Prozori objekata imaju visoke parapete i ležećim pacijentima ne dopuštaju vizuelni kontakt sa okolinom. Boravak na svežem vazduhu i u zelenilu nije moguć bez napuštanja objekta u kome se pacijenti leče, jer svojom arhitekturom objekti klinika to ne dopuštaju
Sinergija prostora nije uspostavljena i za posledicu ima najpre sasvim odvojen razvoj svih urbanih podsistema, a tokom vremena i njihovu devastaciju i odumiranje

## Literatura
- Popović, Ljubodrag. „„Kako je nastala današnja Vojnomedicinska akademija“”. Vojnosanitetski pregled. 3 (2007): 227—238..
- Aleksandar S. Nedok Osnivanje i počeci rada prve vojne bolnice u Beogradu Vojnosanitetski pregled, Volumen 66, Broj 3
- Stanojević V. Najstarije bolnice u Beogradu. Godišnjak grada Beograda. 7  175–195.
- Nightingale F. Notes on hospitals. London: Longman, Green, Longman, Roberts and 7. Green; 1863.
- Burpee H. History of Healthcare Architecture. Mahlum Architects Healthcare Design Insights. 2008.